# Anton Beutel (Jurist)
Anton Beutel (* 31. Januar 1868 in Winterstettendorf; † 11. Januar 1949 in Göppingen) war ein deutscher Verwaltungsjurist und württembergischer Oberamtmann.

## Leben
Anton Beutel war der Sohn des Landwirts und Landtagsabgeordneten Anton Beutel (1830–1903). Er studierte Rechtswissenschaften an der Eberhard Karls Universität Tübingen und schloss 1892 mit der ersten juristischen Staatsprüfung ab. Ab 1887 war er Mitglied der katholischen Studentenverbindung AV Guestfalia Tübingen. Nach der. 2 höheren Verwaltungsdienstprüfung war er ab 1899 Amtmann beim Oberamt Göppingen. Ab 1903 war er als Kollegialhilfsarbeiter an der württembergischen Zentralstelle für Gewerbe und Handel und ab 1904 planmäßig dort tätig. 1911 wurde er Oberamtmann des Oberamts Gerabronn und anschließend ab 1918 beim Oberamt Geislingen. Ab 1923 war in Ulm zunächst als Polizeidirektor und dann ab 1924 als Oberamtmann des Oberamts Ulm und ab 1928 als Landrat tätig. Ab April 1929 war er im württembergischen Innenministerium zunächst stellvertretender Leiter und Hauptberichterstatter des Geschäftsteils III (Polizeiabteilung) und bereits im Juni dessen Leiter und Ministerialrat. Nach dem Erreichen der Altersgrenze trat er am 31. Juli 1933 in den Ruhestand.